# Mahlpfuhl
Mahlpfuhl ist ein Ortsteil der Stadt Tangerhütte im Süden des Landkreises Stendal in Sachsen-Anhalt.

## Geographie
Mahlpfuhl, ein Rundplatzdorf mit Kirche auf dem Platz, liegt etwa zwei Kilometer westlich von Tangerhütte im Südosten der Altmark. Westlich des Dorfes beginnt das Naturschutzgebiet Mahlpfuhler Fenn.
Nachbarorte sind Uchtdorf im Südwesten und Tangerhütte im Osten.

## Geschichte

### Mittelalter bis Neuzeit
Das Dorf wurde erstmals als Malepul im Landbuch der Mark Brandenburg von 1375 erwähnt. Besitzer war Nicolas Bismark auf Schloss Burgstall. Weitere Nennungen sind 1540 Malpul, 1600 Malpfuel, 1687 Mahlpfuel und 1804 Dorf und Forsthaus Mahlpfuhl mit einem Krug.
Bei der Bodenreform wurden 1945 ermittelt: 45 Besitzungen unter 100 Hektar hatten zusammen 328 Hektar, zwei Kirchenbesitzungen zusammen 4,88 Hektar, eine Gemeindebesitzung 22 Hektar. Ein Neubauer erhielt 10,7 Hektar. Im Jahre 1959 entstand die erste Landwirtschaftliche Produktionsgenossenschaft, die LPG Typ III „1. Mai“.

### Forsthaus
700 Meter westlich von Mahlpfuhl, am heutigen Dollgraben, früher Dolle genannt, lag früher eine Wassermühle. Später wurde 100 Meter östlich der Mühle das Forsthaus Engelsforth angelegt, aus dem die königliche Unterförsterei Mahlpfuhl hervorging.
Das heutige Forsthaus liegt 500 Meter vom westlichen Ortsausgang entfernt. Bereits im Jahre 1745 gab es im Dorf ein Försterhaus, worin der Förster Schulz wohnte, sowie einen Planteur namens Trebert. 1794 wurde ein königlicher Oberförster genannt. 1840 gab es in der königlichen Försterei eine Kienäpfeldarre. Aus der Försterei entstand Mitte des 20. Jahrhunderts ein staatlicher Forstwirtschaftsbetrieb, dessen Nachfolger der heutige „Forstbetrieb Altmark“ in Besitz des Landes Sachsen-Anhalt ist.
Die Lage der bei Mahlpfuhl gelegen Unterförsterei Wünschburg im Burgstaller Revier, die 1790 erstmals und zuletzt 1818 erwähnt wurde, ist nicht bekannt.

### Herkunft des Ortsnamens
Nach Alexander Buttmann könnte 1375 Malepul, 1540 Malpul von slawischen „maly“ oder „malki“ für „klein“ und vom deutschen Wort „Pfuhl“ für „kleine Pfütze“ abgeleitet sein. Mahlpfuhl wäre dann ein „kleiner Teich“.

### Eingemeindungen
Ursprünglich gehörte das Dorf Mahlpfuhl zum Tangermündeschen Kreis der Mark Brandenburg in der Altmark. Von 1807 und 1813 lag es im Kanton Burgstall auf dem Territorium des napoleonischen Königreichs Westphalen. Nach weiteren Änderungen gehörte es 1816 zum Kreis Wolmirstedt, dem späteren Landkreis Wolmirstedt. Am 25. Juli 1952 erfolgte die Umgliederung der Gemeinde Mahlpfuhl in den Kreis Tangerhütte. Am 1. Juli 1974 wurde die Gemeinde Mahlpfuhl in die Stadt Tangerhütte eingemeindet, zu der der Ortsteil Mahlpfuhl heute noch gehört.
In einem Gebietsänderungsvertrag zwischen der Stadt Tangerhütte und allen Mitgliedsgemeinden der Verwaltungsgemeinschaft Tangerhütte-Land wurde deren Eingemeindung nach Tangerhütte geregelt. Er trat am 31. Mai 2010 in Kraft. So kam Mahlpfuhl als Ortsteil zur neuen Ortschaft Tangerhütte in der „Einheitsgemeinde Stadt Tangerhütte“.

### Einwohnerentwicklung
| Jahr | Einwohner |
| ---- | --------- |
| 1734 | 121       |
| 1772 | 087       |
| 1790 | 113       |
| 1798 | 145       |
| 1801 | 124       |
| 1818 | 190       |
| 1840 | 184       |

| Jahr | Einwohner |
| ---- | --------- |
| 1864 | 207       |
| 1871 | 209       |
| 1885 | 218       |
| 1895 | 200       |
| 1905 | 163       |
| 1925 | 190       |
| 1939 | 211       |

| Jahr | Einwohner |
| ---- | --------- |
| 1946 | 368       |
| 1964 | 222       |
| 1971 | 203       |
| 2013 | [00]152   |
| 2014 | [00]154   |
| 2018 | [00]143   |
| 2019 | [00]149   |

| Jahr | Einwohner |
| ---- | --------- |
| 2020 | [00]152   |
| 2021 | [00]153   |
| 2022 | [0]152    |
| 2023 | [0]146    |

Quelle, wenn nicht angegeben, bis 1971:

## Religion
- Die evangelische Kirchengemeinde Mahlpfuhl, die früher zur Pfarrei Cobbel bei Mahlwinkel gehörte,[7] wird heute betreut vom Pfarrbereich Tangerhütte im Kirchenkreis Stendal im Bischofssprengel Magdeburg der Evangelischen Kirche in Mitteldeutschland.[21] Die ältesten überlieferten Kirchenbücher für Uetz stammen aus dem Jahre 1706. Ältere Einträge sind bei Bertingen zu finden.[22]
- Die katholischen Christen gehören zur Pfarrei St. Anna in Stendal im Dekanat Stendal im Bistum Magdeburg.[23]

## Kultur und Sehenswürdigkeiten
- Die evangelische Dorfkirche Mahlpfuhl, ein schlichter rechteckiger Klinkerbau mit einem Westturm, wurde 1930 fertiggestellt.[24] Der Vorgängerbau war eine Woche vor Beginn des Ersten Weltkriegs abgebrannt. Es heißt, jemand hatte wohl vergessen, die Kerzen auszulöschen.[15] Aus dem Vorgängerbau stammt der hübsche Kanzelaltar.[24]
- Die Kirche steht auf dem Ortsfriedhof.
- In Mahlpfuhl steht ein Denkmal für die Gefallenen des Ersten und Zweiten Weltkrieges, eine Ziegelsteinwand mit eingelassenen Namenstafeln und einem Stahlhelm.[25]

## Wirtschaft und Infrastruktur
In Mahlpfuhl hat der Betriebsteil „Forstbetrieb Altmark“ vom „Landesforstbetrieb Sachsen-Anhalt“ seinen Sitz, der den Landeswald auf eine Fläche von 33.000 Hektar ohne Zuschüsse des Landes im gesamten nördlichen Teil des Landes Sachsen-Anhalt betreut.

## Drehorte für einen Film
2012 wurden in Mahlpfuhl Teile der Tragikomödie Besser als Nix gedreht. Drehorte waren der Friedhof und die Dorfstraße. Einige Einwohner wirkten in dem Film als Komparsen mit.